# スウェレンダム
スウェレンダム（Swellendam）は、南アフリカ共和国の都市。西ケープ州に属する。人口17,537人（2011年時点）。ケープタウンとステレンボッシュに次いで、南アフリカで3番目に古い町である。スウェレンダムの町には50を超える地方遺産（文化財）があり、そのほとんどがオランダ領時代の建物である。スウェレンダムは南アフリカの国道2号線沿いにあり、ケープタウンとジョージからそれぞれ220キロメートル離れている。

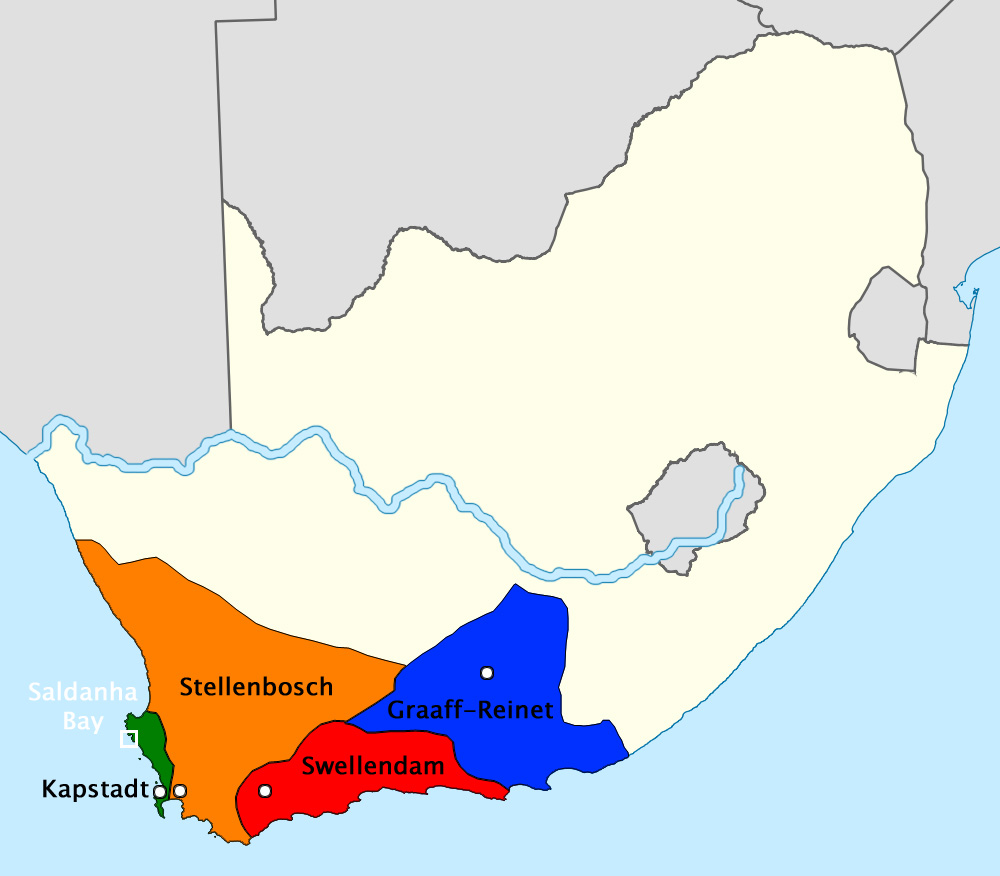
1795年のケープ植民地行政区域、並びにスウェレンダム共和国領域（赤色）

16世紀にこの地域にやってきたヨーロッパ人は海岸や内陸で現地のコイコイ人と交易を行っており、オランダ東インド会社が1652年にケープタウンに補給港を築いたとき、交易ルートは内陸のスウェレンダム付近まで伸びていた。1745年、この地に郵便局とケープ植民地の3つめの行政地区の本部が置かれることになり、この村は最初の南アフリカ生まれの知事であるヘンドリック・スウェングレーベル知事とその妻ヘレナ・テン・ダムにちなんでスウェレンダムと名づけられた。
この辺境の居住地はすぐに内部への玄関口となり、フランソワ・ル・ヴァイヤン（1781）、レディ・アン・バーナード（1798）、ウィリアム・ジョン・バーシェル（1815）、トーマス・ウィリアム・ボウラー（1860）など多くの有名な探検家や旅行者が訪れた。行政本部が置かれ、ラントドロスト（地方行政長）がこの地に配置されると、徐々にトレックボーアや商人がこの地に定着するようになった。
スウェレンダムは、ケープ東部辺境におけるオランダ文明最後の前哨地点であり、そのためこの町のサービスは地域住民にとって非常に重要な意味をもった。とはいえ、この地域の市民の数はまだ少なく、1793年に行政区全体でわずか1,925人にとどまっていた。さらにその少ない人口も広い地域に散開していたため町自体が小さなもので、1795年にはスウェレンダムには30戸ほどしか家屋が存在しなかった。
1795年までに、オランダ東インド会社の行政や軍事支援の不備に対する住民の不満は高まっており、同年スウェレンダムの長期居住者が反乱を起こし、1795年6月17日に彼らは共和国の独立を宣言し、ヘルマナス・スタインがスウェレンダム共和国の大統領に任命された。スウェレンダム市民はフランス革命に倣って、自らのことを「国民」と呼び始めた。しかし、この共和国は短命であり、1795年11月4日にケープがイギリスに占領されたときに消滅した。
19世紀に英国の植民者が到着しオバーバーグ山脈を越えるようになると、スウェレンダムは1870年までジョセフ・バリーと彼の甥による商業帝国の中心となり、この地域の交易を支配するようになった。町を流れるブリーデ川を行き交う船は、商品を積み降ろしするために35キロメートル上流のマルガスまで川を上った。
スウェレンダムは豊かな農業地域であり、小麦や菜種、エンバクの栽培や、牧羊や酪農が行われている。気候は地中海性気候で、1月から2月にかけては長い夏が続き、2月から3月にかけて吹く南東風とともに夏は終わりを告げる。4月と5月は秋であり、穏やかな日が続くが、時折にわか雨が降る。6月と7月はケープの冬にあたり、穏やかな気候で降雨もあり、山頂付近では雪が降る可能性もある。
スウェレンダム付近にはマーロス自然保護区、サンボナ野生生物保護区、ボンテボック国立公園の3つの自然公園が存在する。ボンテボック国立公園は絶滅寸前であったボンテボックというカモシカの一種を保護する自然公園で、保護によってボンテボックは1931年のわずか17頭から、種として継続的に維持可能な頭数まで回復した。

## ギャラリー

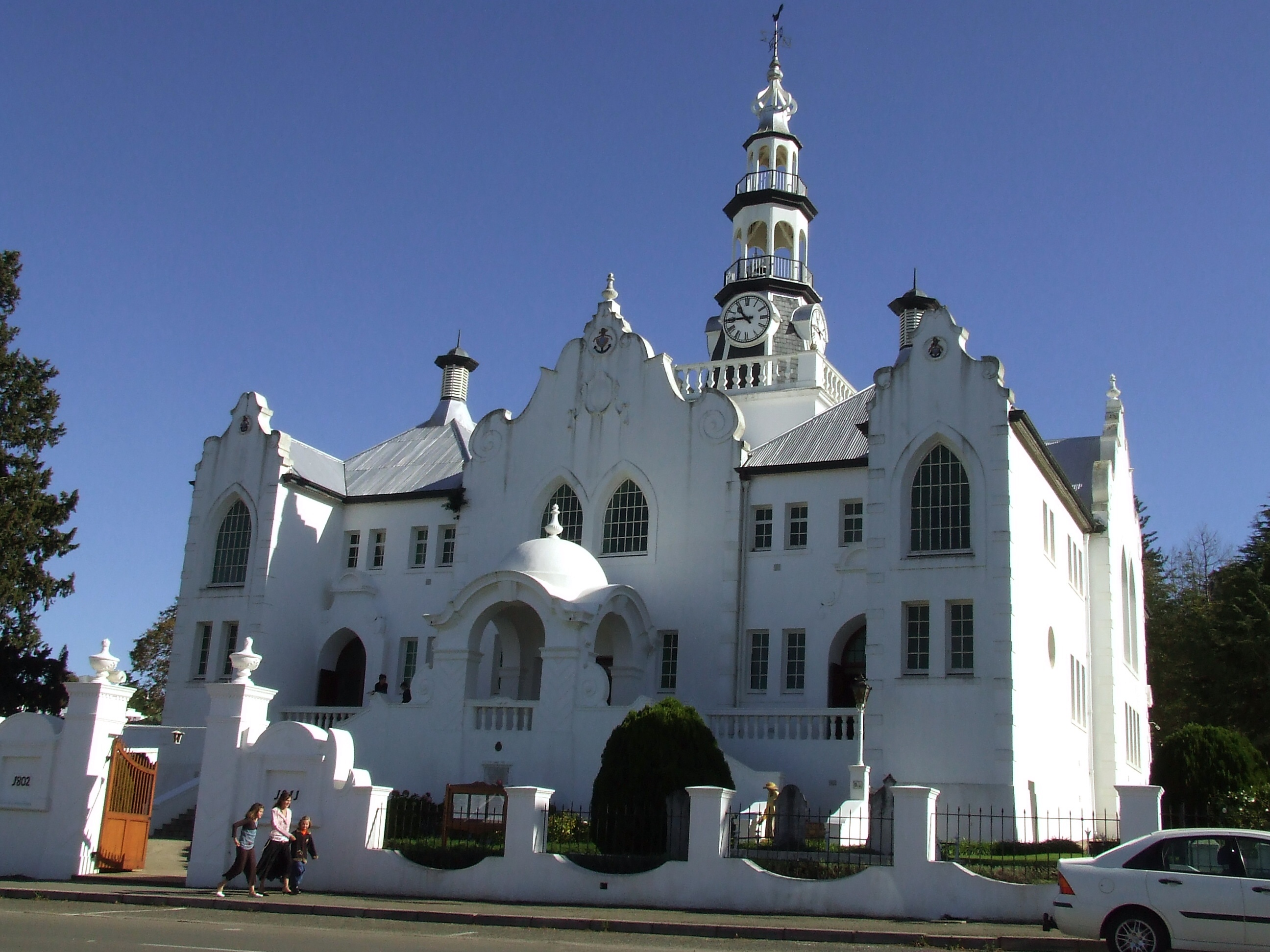
スウェレンダムにあるオランダ改革派教会の教会。地元ではWit Kerkと呼ばれている。
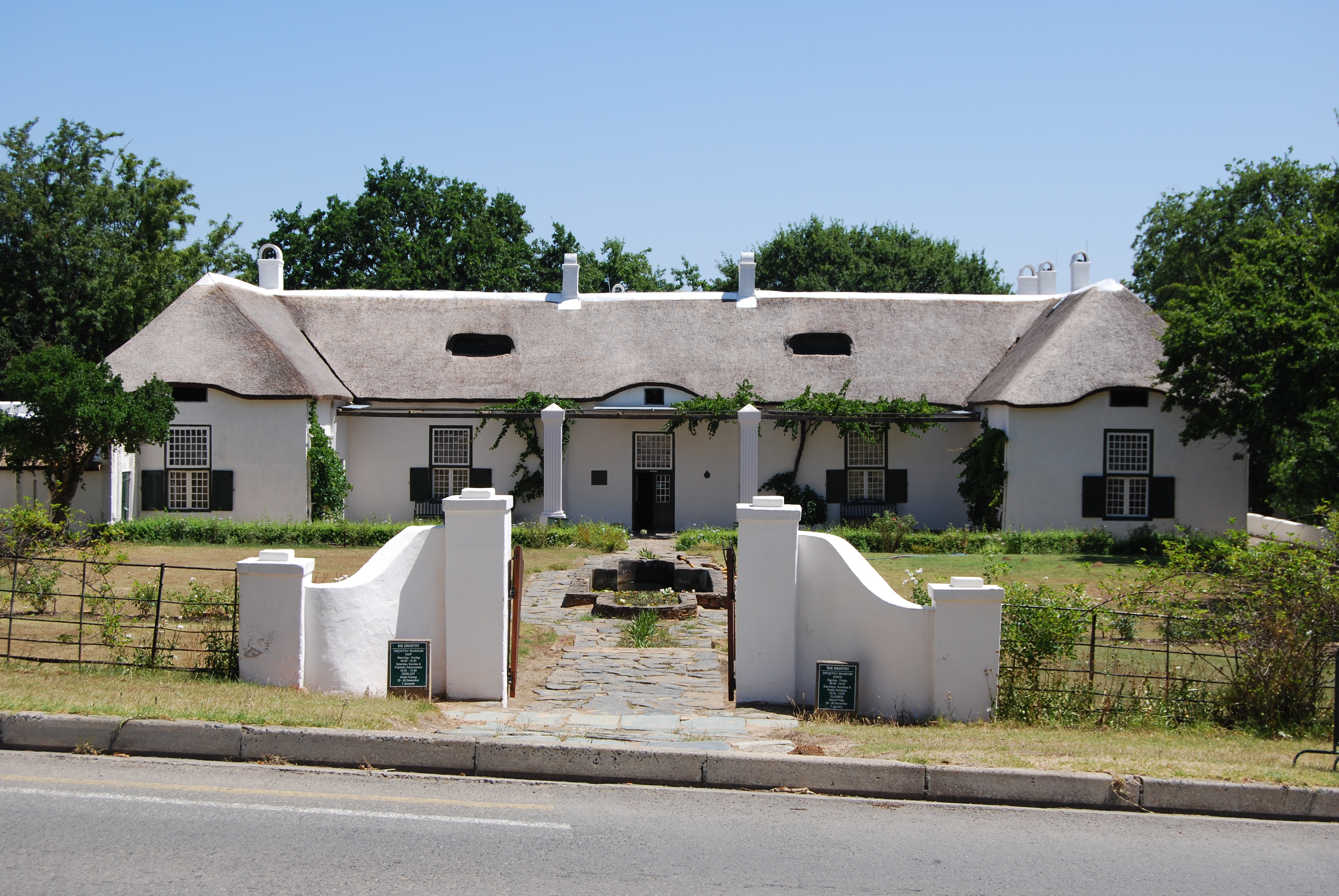
オランダ領時代の旧行政庁舎
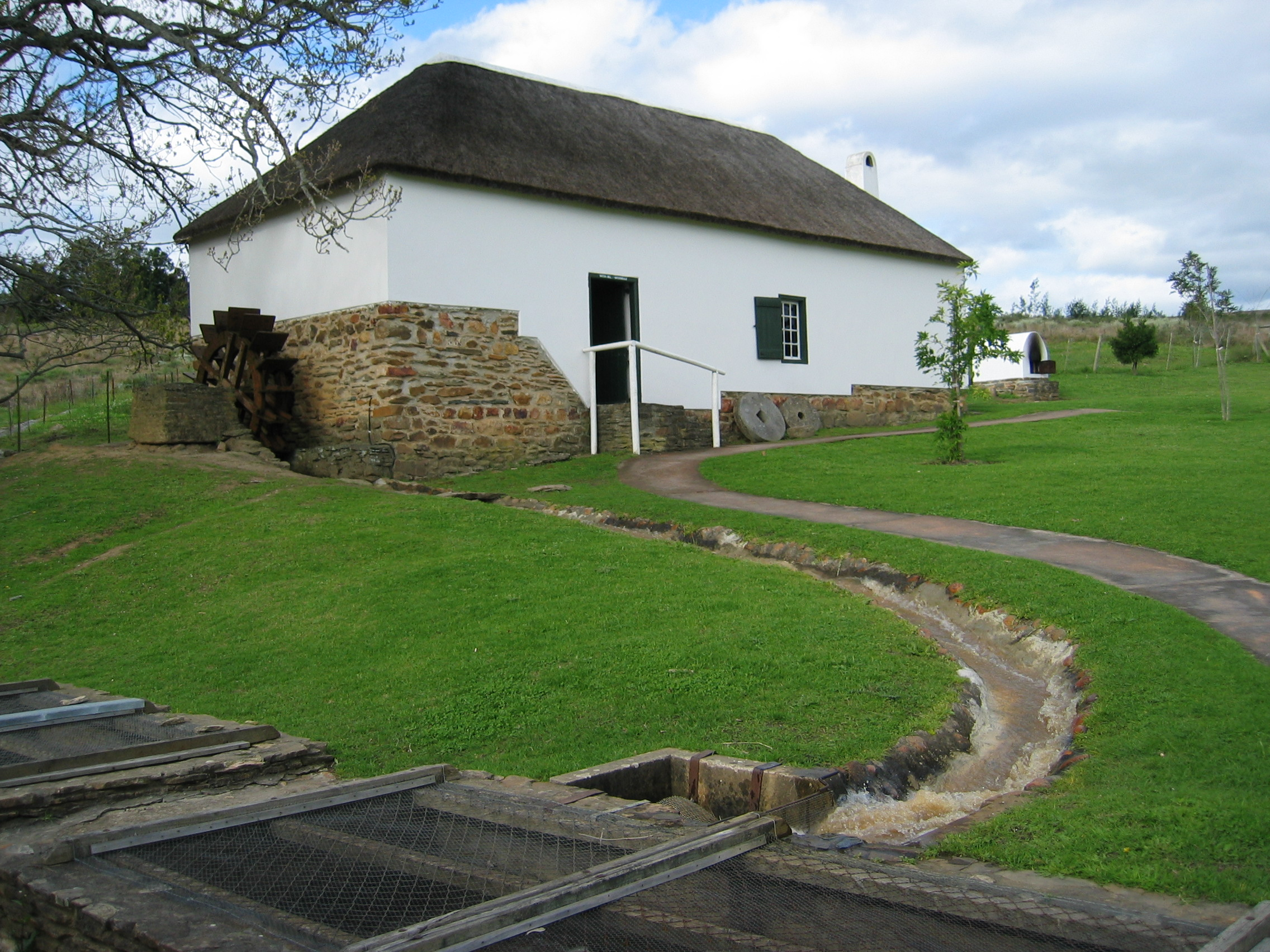
復元された小屋
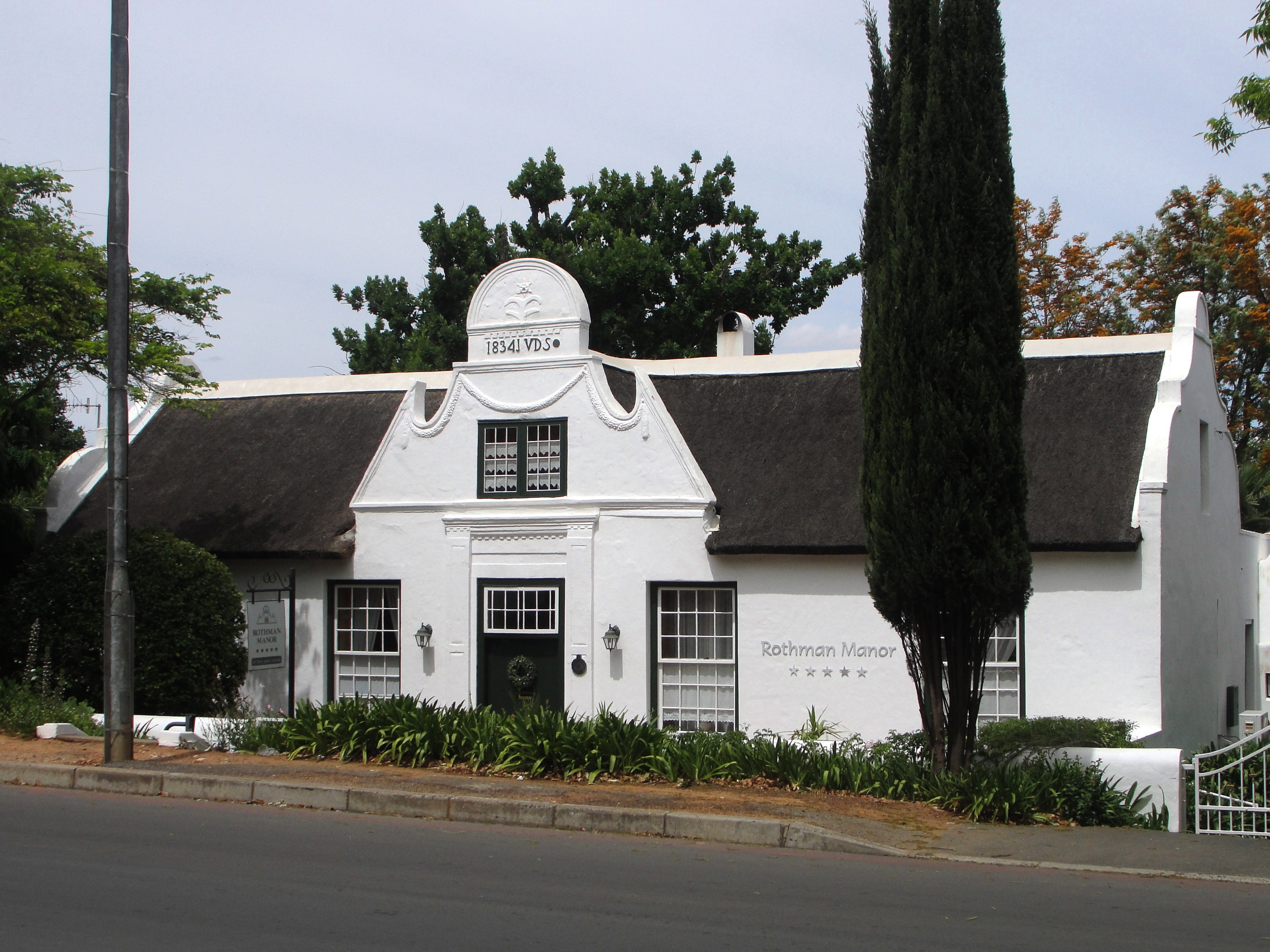
JVDSハウス